# Долина Свободи
Доли́на Свобо́ди (рос. Долина Свободы) — селище у складі Красногорського району Алтайського краю, Росія. Входить до складу Усть-Ішинської сільської ради.

## Населення
Населення — 120 осіб (2010; 91 у 2002).
Національний склад (станом на 2002 рік):
- росіяни — 96 %